# بيت مسعود (النادرة)

تعديل مصدري - تعديل

بيت مسعود محلة تابعة لقرية دي عادد، التابعة لعزلة مقنع الاعلى بمديرية النادرة إحدى مديريات محافظة إب في الجمهورية اليمنية، بلغ تعداد سكانها 55 حسب تعداد اليمن لعام 2004.